# Osobnosti plus
Osobnosti plus je kniha americké autorky Florence Littauerové (1928–2020), která vyšla v roce 1983 pod původním názvem Personality Plus a v českém překladu v roce 1997. Zabývá se osobnostními profily založenými na známé typologii osobností, která je ale dnes často považovaná za zastaralou.

## Zobecňování
Kniha Osobnosti plus popisuje čtyři základní typy osobnosti. Všechny podobné typologie jsou podle teorie „osobnosti plus“ nucené ke zobecňování a usilují o vyváženost mezi přesnými profily osobností a vhodným počtem typů osobnosti. Kniha se pokouší o rozšíření o kombinace typů, tedy určování něčí povahy jako např. cholerický sangvinik, na rozdíl od zařazení do jedné kategorie, jako je tomu podle autorky knihy například v systému MBTI. Kniha se zaměřuje na aspekty typů osobnosti, které se projevují při interakci s ostatními lidmi.

## Osobnostní profily podle systému „osobnosti plus“
- Cholerik: Velitelský typ. Cholerici jsou dominantní, silní, rozhodní, tvrdohlaví a někdy až arogantní.
- Melancholik: Přemýšlivý typ. Typické chování je především rozvažování, hodnocení, vytváření seznamů, zvažování pozitiv a negativ a obecně analyzování fakt.
- Sangvinik: Společenský typ. Sangvinici mají rádi zábavu, společnost, rozhovory s lidmi z okolí, vyprávění příběhů a dokáží toho hodně naslibovat, protože je to přece přátelské.
- Flegmatik: Nečinný typ. S flegmatiky se dobře vychází. Drží si odstup, neangažují se a nedokážou se nadchnout. Jsou téměř pořád klidní. Nade všechno ostatní si přejí mírumilovné a klidné prostředí.

## Kritika
Systém osobnosti plus, jako jiné systémy na profilování osobností, je kritizován pro nedostatek statistických podkladů a přílišné zobecňování.[zdroj⁠?!]